# Kougouleu
Kougouleu est une ville de l'ouest du Gabon. Elle est située dans la province de l'Estuaire, dans le département du Komo. Elle abrite l'université polytechnique de Kougouleu.